# Simon Jean-Joseph
Simon Jean-Joseph (Fort-de-France, 9 juni 1969) is een Frans rallyrijder afkomstig uit Martinique.

## Carrière
Simon Jean-Joseph maakte in 1989 zijn debuut in de rallysport. Hij boekte in het Frans rallykampioenschap verschillende successen in lagere categorieën, en in 1998 eindigde hij met drie overwinningen als runner-up in het algemeen kampioenschap.
Hij reed in het seizoen 1999 een programma in het wereldkampioenschap rally met de fabrieksinschrijving van Ford. Het team debuteerde dat jaar de Ford Focus WRC in het kampioenschap en Jean-Joseph werd als tweede rijder ingezet tijdens de rondes op asfalt. Het seizoen verliep niet gelukkig voor Jean-Joseph, dat grotendeels werd gemarkeerd door technische problemen aan het materiaal. Zijn enige finish in een WK-rally dat jaar kwam in San Remo, waar hij als zevende eindigde, maar wat op dat moment echter geen punten garandeerde. In het seizoen 2000 maakte hij twee keer een gastoptreden voor Subaru, in Corsica en San Remo, waar hij in beide gevallen wederom de zevende plaats bezette. In het seizoen 2001 reed hij in het WK rond als privé-rijder met een Peugeot 206 WRC, waarmee hij een aantal top tien resultaten af dwong. In de daaropvolgende seizoenen 2002 en 2003 was hij met Renault actief in het Junior World Rally Championship, al deed hij vanwege zijn leeftijd uiteindelijk niet mee in het klassement. In 2003 werd hij wel Frans kampioen in de Super 1600 klasse. Voor het seizoen 2004 zou hij als derde rijder worden toegevoegd bij het fabrieksteam van Citroën, maar dat jaar ging de regel van kracht dat slechts twee rijders per team mochten uitkomen, waardoor Jean-Joseph uiteindelijk moest wijken voor Carlos Sainz, die pas later bijtekende voor Citroën.
In 2004 won Jean-Joseph in een Renault Clio S1600 met onder andere drie overwinningen de titel in het Europees kampioenschap rally. In 2007 werd hij hierin wederom kampioen, dit keer achter het stuur van een Citroën C2 S1600. Jean-Joseph nam in de tussentijd ook drie keer deel aan de Dakar-rally. In 2008 stopte hij wegens omstandigheden als rallyrijder, maar bleef wel aan als testrijder bij Citroën.

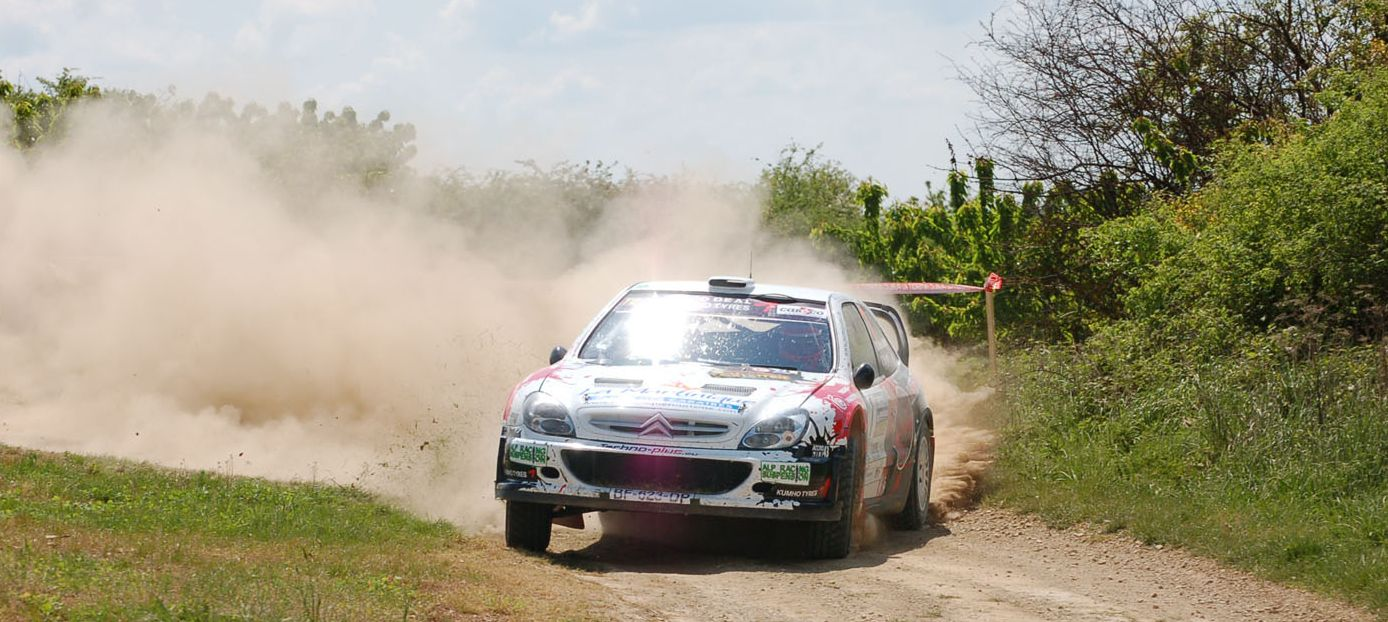
Jean-Joseph actief tijdens een Franse gravel rally met een Citroën Xsara WRC in 2011

In 2011 maakte Jean-Joseph zijn competitieve terugkeer tijdens een ronde van het Frans rallykampioenschap op gravel in een Citroën Xsara WRC, en wist daarmee gelijk te winnen. Hij stapte vervolgens over naar een Peugeot 207 S2000, waarmee hij nog eens twee keer zegevierde en uiteindelijk de titel op zijn naam schreef.

## Complete resultaten in het wereldkampioenschap rally

### Overzicht van deelnames
| Seizoen | Inschrijving            | Auto                     | 1      | 2   | 3      | 4     | 5      | 6      | 7      | 8      | 9      | 10     | 11     | 12    | 13     | 14     | Pos. | Punten |
| ------- | ----------------------- | ------------------------ | ------ | --- | ------ | ----- | ------ | ------ | ------ | ------ | ------ | ------ | ------ | ----- | ------ | ------ | ---- | ------ |
| 1993    | Simon Jean-Joseph       | Ford Escort RS Cosworth  | MON    | ZWE | POR    | KEN   | FRA NF | GRI    | ARG    | NZL    | FIN    | AUS    | ITA    | SPA   | GBR    |        | -    | 0      |
| 1999    | Ford Motor Co Ltd.      | Ford Focus WRC           | MON DQ | ZWE | KEN    | POR   | SPA NF | FRA NF | ARG    |        |        |        |        | ITA 7 | AUS    | GBR    | -    | 0      |
| 1999    | Ford Motor Co Ltd.      | Ford Puma Kit Car        |        |     |        |       |        |        |        | GRI NF | NZL    |        |        |       |        |        | -    | 0      |
| 1999    | Simon Jean-Joseph       | Ford Puma Kit Car        |        |     |        |       |        |        |        |        |        | FIN NF | CHN    |       |        |        | -    | 0      |
| 2000    | Simon Jean-Joseph       | Subaru Impreza WRC98     | MON    | ZWE | KEN    | POR   | SPA    | ARG    | GRI    | NZL    | FIN    | CYP 10 |        |       |        |        | -    | 0      |
| 2000    | Subaru World Rally Team | Subaru Impreza WRC2000   |        |     |        |       |        |        |        |        |        |        | FRA 7  | ITA 7 | AUS    | GBR    | -    | 0      |
| 2001    | Simon Jean-Joseph       | Peugeot 206 WRC          | MON    | ZWE | POR    | SPA 9 | ARG    | CYP NF | GRI 8  | KEN    | FIN    | NZL    | ITA 10 | FRA   | AUS    | GBR    | -    | 0      |
| 2002    | Simon Jean-Joseph       | Renault Clio S1600       | MON    | ZWE | FRA    | SPA   | CYP    | ARG    | GRI 22 | KEN    | FIN    | DUI 14 | ITA NF | NZL   | AUS    | GBR 19 | -    | 0      |
| 2003    | Simon Jean-Joseph       | Renault Clio S1600       | MON 14 | ZWE | TUR 14 | NZL   | ARG    | GRI 16 | CYP    | DUI    | FIN NF |        | ITA 14 | FRA   | SPA 16 | GBR 16 | -    | 0      |
| 2003    | Simon Jean-Joseph       | Mitsubishi Lancer Evo VI |        |     |        |       |        |        |        |        |        | AUS NF |        |       |        |        | -    | 0      |